# Heterospathe longipes
Heterospathe longipes är en enhjärtbladig växtart som först beskrevs av Harold Emery Moore, och fick sitt nu gällande namn av Norup. Heterospathe longipes ingår i släktet Heterospathe och familjen Arecaceae. IUCN kategoriserar arten globalt som starkt hotad.
Artens utbredningsområde är Fiji. Inga underarter finns listade i Catalogue of Life.